# Gartstjärnen
Gartstjärnen är en sjö i Ljusdals kommun i Hälsingland och ingår i Ljusnans huvudavrinningsområde. Sjön har en area på 0,0983 kvadratkilometer och ligger 206,4 meter över havet.

## Delavrinningsområde
Gartstjärnen ingår i det delavrinningsområde (684944-152291) som SMHI kallar för Mynnar i Ljusnans vattendragsyta. Medelhöjden är 191 meter över havet och ytan är 18,02 kvadratkilometer. Det finns inga avrinningsområden uppströms utan avrinningsområdet är högsta punkten. Vattendraget som avvattnar avrinningsområdet har biflödesordning 2, vilket innebär att vattnet flödar genom totalt 2 vattendrag innan det når havet efter 102 kilometer. Avrinningsområdet består mestadels av skog (72 procent) och jordbruk (13 procent). Avrinningsområdet har 0,1 kvadratkilometer vattenytor vilket ger det en sjöprocent på 0,5 procent.